# Karl Barth
Karl Barth (/bɑːrt/), švicarski pastor in teolog, * 10. maj 1886, Basel, Švica, † 10. december 1968, Basel.
Bil je eden izmed najvplivejših protestantskih teologov 20. stoletja. Vplival je na akademsko in kulturno področje tistega časa.
Prvotno je bil pastor v Safenwilu, potem pa je kot profesor deloval v Göttingenu, v Münstru ter v Bonnu. Kot nasprotnik nemškega nacionalsocializma in ustanovitelj Izpovedujoče cerkve (Bekennende Kirche), ki je nasprotovala nacističnim poskusom prisilne podreditve krščanskih cerkva, je zaradi tega leta 1935 izgubil poklic profesorja. Bil je soustanovitelj in najpomembnejši zagovornik dialektične teologije. Prepričan je bil v to, da je lahko le tistim, ki imajo globoko vero v Jezusa Kristusa, omogočeno razumevanje Boga. Središče njegove teologije (bartizem) ni človek s svojo religiozno zavestjo, temveč Božja beseda. Ustvarjanje religije, ki povečuje oddaljenost med človekom in Bogom, po njegovem mnenju ni bila prava pot.

## Zgodnje življenje in izobrazba
Karl Barth se je rodil 10. maja 1886 v Baslu v Švici, Johannu Friedrichu Barthu in Anni Katharini Barth. Njegov oče je bil profesor teologije in duhovnik, ki je v veliki meri vplival na življenje svojega sina.
Karl je preživel svoja otroška leta v Bernu. Tam je tudi začel študirati, študij pa je kasneje nadaljeval v Berlinu ter Marburgu. Za mentorja je imel Adolfa von Harnacka, priznanega liberalnega teologa. Po končanem študiju se je vrnil v Švico, kjer je od 1911 do 1921 služboval kot pastor v vasi Safenwil v kantonu Aargau. Leta 1913 se je poročil z Nelly Hoffmann. Imela sta hčerko in štiri sinove, od katerih je bil sin Markus učenjak Nove zaveze. Karl je bil pozneje profesor teologije v Göttingenu (1921-1925), Münstru (1925-1930) in Bonnu (1930-1935). Medtem ko je služil v Göttingenu je srečal Charlotte von Kirschbaum, ki je postala njegova dolgoletna sodelavka in asistentka. Imela je pomembno vlogo pri pisanju dela Cerkvene dogmatike. Nato je moral leta 1935 zapustiti Nemčijo, ker je zavrnil prisego zvestobe Adolfu Hitlerju. Vrnil se je v Švico in postal profesor v Baslu (1935-1962).
Barth se je usposabljal v nemškem protestantskem liberalizmu, kjer je bil njegov učitelj Wilhelm Herrmann, vendar je te nauke v času prve svetovne vojne zavrnil. K njegovi reakciji je botrovalo več dejavnikov, vključno z njegovo zavezanostjo nemškemu in švicarskemu verskemu socialističnemu gibanju.

### Pismo Rimljanom (Der Römerbrief)
Barth je prvi začel izražati svoja mnenja v Pismu Rimljanom poleti leta 1916, ko je bil še pastor v Safenwilu. Prva izdaja je bila decembra 1918 (z datumom objave 1919). S tem si je Barth prislužil povabilo za poučevanje na Univerzi v Göttingenu. Barth ni bil zadovoljen s prvo izdajo in je septembra 1921 izdal drugo. V njej je trdil, da je Bog razkrit v Jezusovih izzivih in poizkusih zavezništva med Bogom in človeško kulturo ter dosežki. Knjiga je zaradi priljubljenosti ponatisnjena v številnih jezikih.

### Barmenska deklaracija (Barmer Erklärung)
Leta 1934 se je protestantska cerkev poskušala sprijazniti z zahtevami »tretjega rajha«, kar je bilo v veliki meri spodbuda za pisanje Barthove Barmenske deklaracije. To delo zavrača vpliv nacizma na nemško krščanstvo s trditvijo, da naj bi se zaradi pripadnosti Cerkve Bogu, ki ji daje zagon in sredstva, uprla vplivu drugih gospodov, kot je nemški voditelj Adolf Hitler. Barth je to izjavo poslal Hitlerju osebno. To je bil eden od ustanovnih dokumentov priznavanja Cerkve in Barth je bil zato izvoljen za člana vodenja njenega sveta.
Leta 1935 je bil prisiljen odstopiti s profesorskega mesta na Univerzi v Bonnu zaradi zavrnitve prisege zvestobe Hitlerju. Nato se je vrnil v rodno Švico, kjer je deloval na Univerzi v Baslu.

### Cerkvene dogmatike (Kirchliche Dogmatik)
Barthova teologija je bila najbolj trajnostno in prepričljivo izražena v delu Cerkvene dogmatike. To delo na splošno velja za pomembno teološko delo in predstavlja vrhunec avtorjevih dosežkov kot teologa. Cerkvene dogmatike velja za eno najdaljših sistematičnih teoloških zbirk, v nemščini ima približno 9000 strani, v angleščini pa 8000.
Cerkvene dogmatike obravnavajo štiri glavne nauke: razodetje, Boga, stvarjenje in spravo. Sprva je Barth želel dopolniti zbirko dogmatik, vendar se kasneje to ni zgodilo.

### Kasnejše življenje in smrt
Po koncu druge svetovne vojne je postal pomemben podpornik nemške pokore in sprave s cerkvami v tujini. Leta 1947 je skupaj s Hansom Joachimom Iwandom dal Darmstadtsko izjavo o nemški krivdi za »tretji rajh« in drugo svetovno vojno. V njej je poudaril naklonjenost cerkve do protisocialističnih in konservativnih sil, ki so privedle do nacionalne socialistične ideologije.
Leta 1950 je bil izvoljen za zunanjega častnega člana ameriške Akademije za umetnost in znanost. V petdesetih letih dvajsetega stoletja je podpiral mirovno gibanje in nasprotoval nemškemu oboroževanju.
Leta 1960 je napisal članek o vprašanju v zvezi z delitvijo na vzhod in zahod. V njem je priznal, da v sistemu vzhodnega komunizma ne bi želel živeti.
Leta 1962 je obiskal Združene države Amerike in predaval na teoloških seminarjih na Princetonu, na univerzah v Chicagu in San Franciscu.
Kot gost je bil povabljen na Vatikanski koncil, po katerem je napisal Ad Limina Apostolorum.
20. aprila 1962 je bil na naslovnici znane revije Time, kar je potrdilo njegov akademski vpliv na ZDA.
Karl Barth je umrl 10. decembra 1968 v Baslu.

### Pomembnejša dela
- Der Römerbrief; 1. izdaja. 1919, 2. izdaja 1922
- Der Christ in der Gesellschaft; 1919
- Das Wort Gottes und die Theologie; 1925
- Geschichte der protestantischen Theologie
- Kirchliche Dogmatik; 1932
- Evangelium und Gesetz; 1935
- Rechtfertigung und Recht; 1938
- Eine Schweizer Stimme; 1938–1945.
- Christengemeinde und Bürgergemeinde 1946
- Dogmatik im Grundriß; 1947
- Brief an Mozart; 1956
- Ad Limina Apostolorum; 1967